# Matthew Hindman
Matthew Hindman (auch Matthew Scott Hindman, * 1976) ist ein Professor für Politikwissenschaft an der University of Arizona.

## Akademische Laufbahn
Hindman erwarb 1998 einen B.A. in Politik und Englisch an der Willamette University in Salem, Oregon. Anschließend promovierte er bis 2005 an der Princeton University. Seitdem ist er Professor an der University of Arizona in Tucson.

## The Myth of Digital Democracy
In seinem empirischen Werk The Myth of Digital Democracy argumentiert Hindman, dass die demokratisierende Wirkung des Internets ein Mythos sei. Dabei stellt er insbesondere darauf ab, dass nicht alleine die Möglichkeit zur Formulierung eine Meinung auch dazu führt, dass diese gehört wird. Davon ausgehend, untersucht er im Detail, welche Websites und welche Blogger tatsächlich wahrgenommen werden. Dabei konzentriert er sich einerseits auf den Traffic auf diesen Seiten, andererseits auf die Linkstruktur des Webs.
So zeigt er im sechsten Kapitel nicht nur auf, dass die 10 relevantesten Politikblogs der USA von Personen geschrieben werden, die nach Ausbildung und Herkunft elitärer sind, als dieses beispielsweise die Kommentatoren der politischen Tageszeitungen sind. Damit würde ein zentraler Anspruch der Blogger, nämlich dem einfachen Bürger eine Stimme zu geben, als Mythos entlarvt.

## Ausgewählte Literatur
- Matthew Hindman: The Myth of Digital Democracy. Princeton University Press, Princeton, Oxford 2009, ISBN 978-0-691-13761-2 (amerikanisches Englisch).